# 德國佛教

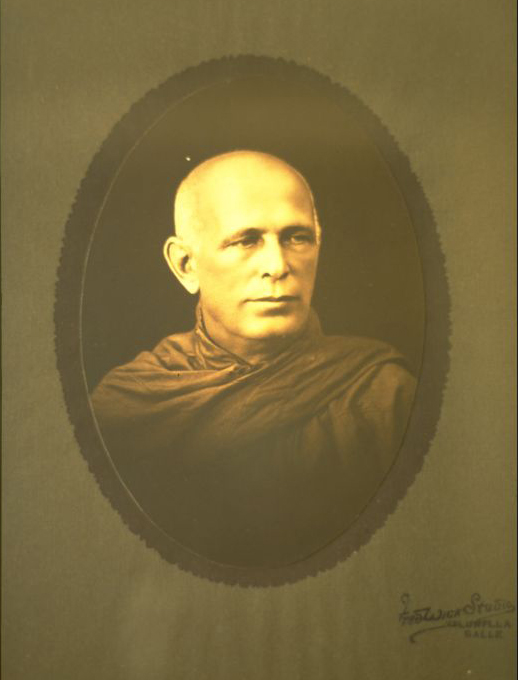
首位生於德國的佛教僧侶尼亚那提洛卡

德國佛教緣起至今已逾150年，現有約270,000名活躍信徒。阿图尔·叔本华是最早受到佛教思想影響的德國人之一，他從艾萨克·雅各布·施密特的著作中瞭解到相關知識，包括卡尔·欧根·诺依曼、保罗·达尔克與尼亚那提洛卡在内的德國東方學家與佛教徒們也都受到叔本華與其對佛教理解的陶染；印度學家赫尔曼·奥尔登伯格的著作《佛陀：其生活、教義與社群》（德語：Buddha, sein Leben, seine Lehre, seine Gemeinde）對德國佛教亦產生了深遠影響。
此外，諸如萊布尼茨、康德、谢林與黑格爾等德國思想家都曾不同程度受到佛教思想啓發。

## 沿革
1903年，首位德国人佛教僧侶安东·顾也斯在缅甸仰光受戒出家，法号“三界智比丘”，他曾前往斯里兰卡波尔加斯杜瓦小岛的岛寮寺院修行佛法，該寺院后来成为德国佛教徒的朝圣之地。同年8月15日，德國第一個佛教團體“德國佛教傳道會”在萊比錫宣告成立；1911年，摩诃菩提会在萊比錫設立分會。
1914年，第一次世界大战爆发，包括安东·顾也斯在内的锡兰德籍比丘被押至澳大利亚拘禁。1921年，馬丁·斯坦基在柏林创立“佛陀团体”， 并于1933年前往中国，皈依倓虚法師學習佛法，并於次年回國，被选为第一届国际佛学会议主席。
1933年，納粹黨取得政权，取締宗教活动，在锡兰弘法的德国比丘也受到战争波及，1941年被监禁在印度德拉敦，直至1946年才被允许返回锡兰。1945年，德国战败投降，佛教恢復宗教活動，各地佛教团体纷纷成立。1949年后，慕尼黑、柏林、法兰克福、汉堡、基尔、科隆等地的佛教團體相继加入摩诃菩提会。1952年，葛文德喇嘛同时在印度及西柏林成立德国首座密教寺院圣弥勒坛城西方教团，其后日本佛教各宗派也来德国建立道场；1954年，部分來自蒙古、西藏的藏傳佛教徒在柏林建起歐洲首座藏傳佛教大佛寺“聖彌勒寺”。
為獲得官方認可，德國佛教徒于1955年成立德国佛教会，纳入各組織團體，1958年正名为德国佛教联盟；1984年，德国佛教联盟为与耶稣教取得平等的合法地位，成立德国佛教总会。1988年以來，漢傳佛教在德影響擴大，有德國人专程前往美国西来寺及台湾总本山佛光山求受三坛大戒。1992年8月，满彻法师受佛光山委派前往西柏林弘法，筹建了柏林佛光山、莱茵禅净中心、法兰克福禅净中心及汉堡布教所等四處道场。